# ドリュオプス
ドリュオプス（古希: Δρύοψ, Dryops）は、ギリシア神話の人物である。「樫の顔」あるいは「樹木の顔」の意。主に、
- スペルケイオスの子
- プリアモスの子

が知られている。以下に説明する。

## スペルケイオスの子
このドリュオプスは、河神スペルケイオスとダナイデスの1人ポリュドーレーの子である。あるいはアルカディアー地方の王リュカーオーンの娘ディアーとアポローンの子。パウサニアースもアポローンの子であると述べている。クラガレウス、ドリュオペーの父。『ホメーロス風讃歌』第18歌「パーン讃歌」によると、牧神パーンはドリュオプスの娘とヘルメース神との間に生まれたという。
ドリュオプスはドリュオペス人に名を与えた神話的な王で、パルナッソス山の近くに自らの名前にちなんだ都市ドリュオプスを創建した。アルゴリス地方およびメッセニア地方にあった同名の都市アシネーの住人はもともとはドリュオプスの住人で、ヘーラクレースとの戦いに敗れたのちこれらの地域に移住した。パウサニアースはこの都市にはアポローン神殿と、ドリュオプスの聖域および古い神像があり、住民は毎年ドリュオプスに対して密儀を捧げたと述べている。

## プリアモスの子
このドリュオプスは、トロイアの王プリアモスの50人の子供の1人。トロイア戦争で戦った。アキレウスがプリアモスの子ポリュドーロスを討ったのち、さらにヘクトールと戦ったが、ヘクトールが投じた槍はアキレウスに味方をするアテーナーの息吹で押し戻され、アキレウスがヘクトールに襲いかかると今度はアポローンがヘクトールを濃霧で包み隠して阻んだ。その直後、ドリュオプスはアキレウスに頭の中央を槍で突かれて倒れた。

## その他の人物
- トゥルヌスの部下。アイネイアースの部下クラウソスに討たれた[14]。